# As-Sajjal
As-Sajjal (arab. السيال) – miejscowość w Syrii, w muhafazie Dajr az-Zaur. W 2004 roku liczyła 14 392 mieszkańców.